# Koisuru (Otome) no Tsukurikata
Koisuru (Otome) no Tsukurikata (恋する(おとめ)の作り方?), también conocida como I Think I Turned My Childhood Friend into a Girl en inglés, es una serie de manga de comedia romántica otokonoko escrita e ilustrada por Azusa Banjo. Es publicada por Ichijinsha en Comic POOL y se ha recopilado en cinco volúmenes tankōbon . Se lanzó originalmente a través de la cuenta de Twitter de Banjo a partir del 26 de diciembre de 2019, como Osananajimi (♂) wo Onnanoko ni Shiteshimatta Hanashi (幼馴染（♂）を女の子にしてしまった話?), y se eligió para su serialización debido a la respuesta positiva de los lectores. Seven Seas Entertainment ha publicado una traducción al inglés desde junio de 2022, pero ha sido controvertida por su tratamiento del personaje Hiura.
La serie sigue a Kenshiro Mido, quien practica maquillando a su amigo Hiura Mihate. Después de esto, Hiura se interesa en presentarse femeninamente y los dos se dan cuenta de que se sienten atraídos el uno por el otro. La serie, y el personaje de Hiura en particular, ha sido bien recibido por la crítica y los lectores. Fue nominado para el Next Manga Award en 2020, 2021 y 2022, y fue votado como uno de los manga web más populares de 2020.

## Premisa
Koisuru (Otome) no Tsukurikata es un manga de comedia romántica otokonoko que sigue a Kenshiro Mido, un joven interesado en los cosméticos, que quiere practicar con alguien como maquillar en otra persona que no sea su hermana. Después de que el amiga de la infancia de Kenshiro, Hiura Mihate, acepta que Kenshiro practique con él, Kenshiro se siente atraído por la nueva apariencia femenina de Hiura. Hiura comienza a disfrutar presentándose a sí mismo de manera femenina, interesándose en el maquillaje y la moda femenina y travestindose regularmente; también comienza a encontrar atractivo a Kenshiro.

## Producción y lanzamiento
Koisuru (Otome) no Tsukurikata está escrito e ilustrado por Azusa Banjo, y se publicó originalmente como un cómic web a través de la cuenta de Twitter de Banjo con el título Osananajimi (♂) o Onnanoko ni Shiteshimatta Hanashi a partir del 26 de diciembre de 2019. Originalmente, había considerado autopublicar una colección impresa de la serie, pero logró que la publicaran para su serialización en Comic POOL, a partir del 21 de febrero de 2020, debido a la fuerte respuesta positiva de sus lectores, y la subida a Twitter que recibió más de 120 000 Me gusta en enero de 2020. La serie también se recopila en volúmenes tankōbon, publicados por Ichijinsha, desde el 11 de septiembre de 2020, y hasta el momento se han lanzado cinco volúmenes.
El primer volumen se promocionó con un tráiler en el que Kenshiro y Mihate son interpretados por Yūki Ono y Yūki Kuwahara, respectivamente. Seven Seas Entertainment ha publicado una traducción al inglés del manga desde junio de 2022.
A Banjo le gustaban los personajes que desafían los roles de género, como otokonoko, mujeres travestidas y mujeres que usan el pronombre juvenil boku, y  ya había debutado como creador de manga con una historia de otokonoko. Debido a este interés, decidió crear una historia romántica sobre un personaje masculino femenino que es tímido y un poco torpe. También introdujo elementos de maquillaje en la historia para que alguien que no fuera el personaje de otokonoko fuera el catalizador de la transformación.
Al diseñar a Hiura, comenzó con cómo se ve cuando usa ropa de mujer y luego creó un diseño previo al cambio de imagen basado en eso. Quería que los dos diseños contrastaran, pero aún quería que Hiura se viera lindo antes del cambio de imagen para asegurarse de que las personas siguieran leyendo más allá de las primeras páginas. Si bien consideraba que la ternura de Hiura era un aspecto importante de la serie, también quería dar una representación positiva de las amistades masculinas y hacer un esfuerzo para que Hiura y Kenshiro parecieran amigos de la infancia. Al investigar la serie, Banjo hace uso de Instagram y revistas de moda para jóvenes; este último en particular por el bien del realismo, ya que es lo que Kenshiro leería.
| Volúmenes de manga publicados | Volúmenes de manga publicados | Volúmenes de manga publicados |
| Número                        | Fecha de lanzamiento          | ISBN                          |
| ----------------------------- | ----------------------------- | ----------------------------- |
| 1                             | 11 de septiembre de 2020      | ISBN 9784758021531            |
| 2                             | 16 de abril de 2021           | ISBN 9784758022316            |
| 3                             | 25 de octubre de 2021         | ISBN 9784758023030            |
| 4                             | 22 de abril de 2022           | ISBN 9784758023849            |
| 5                             | 25 de octubre de 2022         | ISBN 9784758024587            |

## Recepción
Koisuru (Otome) no Tsukurikata fue bien recibido por lectores y críticos, a quienes les gustaba Hiura y lo encontraban lindo; Biglobe News comentó que era tan lindo que uno podría olvidar que no es una niña. A Excite News le gustó la forma en que Hiura expresa tímidamente su interés en los cosméticos y su atracción por Kenshiro. Fue nominado para el premio anual Next Manga Award al mejor manga web nuevo en 2020, 2021 y 2022. Estuvo entre los nuevos manga románticos más populares de la primera mitad de 2020 serializados en Pixiv, en una encuesta en la que la gran mayoría de los lectores eran mujeres y tenían entre 18 y 34 años. En la edición 2020 de la encuesta anual «Web Manga General Election» de Nippon Shuppan Hanbai, donde 813 000 personas votaron por su web manga favorito, Koisuru (Otome) no Tsukurikata fue votado como el séptimo más popular, y fue entre las cinco mejores series en el premio Denshi Comic 2022, en la categoría de manga web dirigido a lectores masculinos. El editor de manga Kaito Suzuki nombró la serie como su manga recomendado de 2021, apreciándola por su representación del amor sin importar el género. Sin embargo, la localización estadounidense del manga ha sido criticada por cambiar el personaje de Hiura, que es un hombre femenino y travesti en la versión japonesa original, a una niña transgénero.